# Mokshagundam Visvesvarayya
Mokshagundam Visvesvarayya (Visweswaraiah, även kallad MV), född 15 september 1861 i byn Muddenahalli, 6 mil från Bangalore, död 12 april 1962, var en framstående indisk ingenjör, administratör och statsman.

## Biografi
Visvesvarayyas släkt härstammade från byn Mokshagundam i Giddalur, Prakasamdistriktet i nuvarande Andhra Pradesh, men hade flyttat till Mysore 300 år tidigare. Visvesvarayya påbörjade sin skolgång i Chikballapur för att fortsätta på "high school" i Bangalore. Slutligen studerade han vid Madrasuniversitetet, där han tog sin Bachelor of Arts 1881, och blev civilingenjör vid College of Science, Pune.
MV började arbeta för de kommunala myndigheterna i Bombay, för att senare anställas vid indiska bevattningskommissionen. Här blev MV banbrytande genom sitt avancerade konstbevattningssystem för Deccan. Hans arbete med olika dammar kom även att få stor betydelse för landet. Ett tredje område där MV gjorde betydelsefulla insatser var att förhindra skador vid översvämningar. Han konstruerade bland annat ett system som skulle skydda staden Hyderabad. 
Efter att ha pensionerat sig från ingenjörsyrket 1908 utnämndes MV till det höga ämbetet Dewan i furstendömet Mysore, där han utöver att fortsätta intressera sig för vattenfrågor, grundlägga flera högskolor. Vid denna tid adlades han av maharajan. Efter den indiska självständigheten från britterna erhöll han Bharat Ratna – moderna Indiens högsta civila utmärkelse.